# Палеотропични папагали
Подсемейство палеотропични папагали е второто най-голямо подсемейство папагалоподобни след това на неотропичните папагали. Някои учени причисляват към подсемейството на палеотропичните папагали и птиците лори, но официално те са класифицирани като отделно подсемейство.

## Ареал
Палеотропичните папагали са разпространени преди всичко в тропическите райони на Африка и Югоизточна Азия. Отделни видове се срещат и в Австралия. Обитават предимно екваториалните гори, но има и видове, живеещи и в саваните.

## Класификация
Към палеотропичните папагали принадлежат 8 рода, представени от 75 вида птици:
- Psittrichadini
- Nestorini
- Strigopini
- Micropsittini
- Cyclopsitticini
- Platycercini
- Psittaculini
- Psittacini

## Особености
Някои видове от това подсемейство се отличават с изключително голяма интелигентност. Най-характерен пример за това са папагалите жако, обитаващи екваториалните гори на Африка.